# Hydrocotyle filipes
Hydrocotyle filipes är en växtart i släktet Hydrocotyle och familjen araliaväxter.
Arten är en perenn ört som förekommer i nordvästra Venezuela samt i Bolivia och nordvästra Argentina. Den beskrevs av Mildred Esther Mathias 1936.